# Робинзон Крусо
Робинзон Крусо (енгл. Robinson Crusoe) роман је Данијела Дефоа, први пут објављен 25. априла 1719. године.
Овај роман је прича о доживљајима лика по коме роман носи назив, енглеског бродоломника који је провео 28 година на далеком тропском острву, на којем је доживео разне авантуре пре него што су га коначно спасили. Занимљиво је Робинзоново сналажење на пустом острву и његова борба за преживљавање у дивљини, што је до тада било несхватљиво.
Прича је била инспирисана стварним догодовштинама Александра Селкирка, шкотског бродоломника који је живео нешто више од четири године на пацифичком острву које се звало Мас а Тијера (шп. Más a Tierra) и које је 1966. године преименовано у Острво Робинзона Крусоа, у Чилеу.

## Радња
Након бега од куће и разних перипетија, Робинзон Крусо је доживео бродолом, који је преживео, али су га таласи избацили на острво. Са насуканог брода успео је да спаси храну, пиће, оружје, алат итд. Када је спасавање ствари с брода било готово, направио је колибу са јаком оградом, склопио намештај и почео да лови. Плашећи се да се не изгуби у времену, Робинзон Крусо је направио календар. Иако незадовољан својом ситуацијом, увек је налазио излазе и решења. Пошто је имао мастило и папир, записивао је догађаје на острву. Пронашао је разне врсте воћа и почео да се бави земљорадњом. Да би одложио своје прве плодове, направио је корпе од прућа и посуде од глине. На другој страни острва направио је малу викендицу. Уживао је упознајући разне врсте птица. Пошто се у тренуцима болести почео молити, то му је помогло, како је он веровао, те је постао много бољи верник него пре.
Велика жеља за повратком кући, навела га је на изградњу чамца. После дуготрајног и напорног рада, схватио је да је погрешио. Чамац је био јако велики, те га није могао догурати до воде. Други покушај је био успешнији. Међутим, када се са новим чамцем упутио у обилазак острва, појавила се струја због које је замало одвучен на пучину. Одлучио је да узгаја козе ради млека и меса.
Највећи страх на острву доживео је када је угледао стопу у песку. Мислио је да је окружен људождерима и веома се уплашио. Када је скупио снагу и поновно изашао, наишао је на људске лобање и кости. Пошто је страх све више растао, био је срећан кад је пронашао пећину у којој је могао да се сакрије. Једног дана, Робинзон је коначно угледао људождере на обали. Из заклона је посматрао њихово понашање. Заробљенике су убијали, пржили месо и јели. Велику наду је имао када је угледао брод на пучини. Наду је изгубио када је својим чамцем допловио до брода. Брод није био усидрен већ насукан. Посада брода је или била мртва или је већ напустила брод.
Једне ноћи Робинзон је уснуо необичан сан. Тај сан му се остварио када је спасио једног домороца, који му је касније постао добар пријатељ. Иако се Робинзон у почетку прибојавао, одлучио је да преваспита људождера Петка. После много муке, њих двојица су се споразумевали говором, а и одвикао га је од људског меса. Петко је помагао Робинзону у свакодневним пословима. Пошто се Петко добро разумео у обраду дрвета, заједно су направили велики чамац. Коначно, Петко је много помогао Робинзону у биткама са дивљацима и гусарима. Њихова најважнија битка била је битка за брод којим су њих двојица на крају напустили острво. Отишли су у Шпанију и Енглеску, где је Робинзон успео да добије назад свој иметак, ожени се и најзад настави свој уобичајени живот.

## Историја романа

### Прави пуни наслов романа
Прави пуни наслов романа био је необично дуг (таква је онда била мода) Живот и необични и изненађујући доживљаји Робинзона Крусоа морнара из Јорка, који је проживео 28 година на пустом острву у Америци, близу ушћа реке Ориноко, на чију је обалу избачен после бродолома брода у којему су погинули сви чланови посаде, осим њега, С описом тога како су га на крају спасили гусари. Написао он сам Наслов следећег издања књиге, у јесен исте године, Дефо је променио и на крају додао - Послано по пријатељу.

### Настанак и позадина романа
Данијел Дефо написао је Робинзона кад је имао шездесет година, након бројних животних падова и успона. Његов отац је хтео да постане пастор, али он се посветио трговини и доживео банкротство. Спасило га је писање разноразних чланака, док му је писање романа донело славу и богатство пред крај живота. У то време у енглеској књижевности постојала су само два тематска жанра, љубавни и путописни романи (са пуно авантура). Нешто пре писања Робинзона британску јавност узбудила је књига Крстарење око света Вудеса Роџерса, објављена 1712. Он је у њој између осталог испричао судбину шкотског морнара Александра Селкирка који је након свађе са капетаном на властити захтев искрцан и остављен на пустом острву Мастира (поред чилеанске обале) - 1704. На том хладном острву је Селкирк живео све до 1709. хранећи се козама, кад га је спасила експедиција Вудеса Роџерса. Многи и данас сматрају да је то била инспирација Дефоу за његов роман иако има и других теза. По једној он је само преузео и преправио спис војводе Роберта Харлија, за ког је писао политичке памфлете, заправо га покрао. Можда му је инспирација била судбина морнара Роберта Нокса који је 1659. живео као бродоломац на Цејлону.
Нешто пре Дефоа - 1668, Хенри Невил написао је роман Пинесово острво у ком његов јунак Џорџ Пајн са четири супутнице доживи бродолом и спаси се дочепавши се пустог тропског острва, где има хране у изобиљу. Његова зла судбина, испадне потпуна супротност - јер се за храну не мора трудити, већ живот проводи у љубави са своје четири партнерке. Па се може претпоставити да му то дело ипак није било узор.

### Литерарна вредност и прави смисао
Дефо је пре свега био новинар, који је писао о економији, па његов Робинзон нема изузетну литерарну вредност. Робинзон Крусо је пре свега оптимистичка химна у славу живота, и ода тек рађајућој енглеској колонијалној експанзији и будућој индустријској револуцији и капитализму у његовој девичанској фази. Свет је у Дефоово доба још био велика неистражена бајковита непознаница, довољно велик да пружи рајско обиље - сваком оном који га марљиво искористи у властиту корист. На земљи је тад живело само 610 милиона становника, а по неким деловима нити један. Требало се дакле само одважити и кренути на пут, јер ко тражи тај ће и наћи. Насловни јунак романа Робинзон није узвишени лик (какви су дотад били предмет литературе), већ сасвим обични човек свог времена, ношен приземним и прагматичним циљевима, да преживи и због тог је био близак и читаоцима каснијих нараштаја. Он је типични енглески пуританац свога доба, који спашава Петка од људождера, и настоји да га цивилизује у складу са својим хришћанским моралом, али исто тако се сазнаје да му уопште није било неморално да крене у куповину робова за своју плантажу. Он није ни превише паметан - пар месеци утроши на градњу пироге, коју касније не може да порине у море, али је невероватно упоран и никад превише не очајава. Кад га ухвати малодушност, постане рационални књиговођа живота и једноставно стави на једну страницу лоше странице свог положаја (сам је на пустом острву) а на другу позитивне (жив сам и имам што јести) дакле добро је. По том свом неуништивом оптимизму налик је Дел боју из данашњег серијала о Тротерима.

### Успех и следећи наставци
Дефо је након успеха Робинзона написао и наставак романа под насловом - Нови доживљаји Робинзона Крусоа (енгл. The Farther Adventures of Robinson Crusoe) 1719. То је требало да буде последњи наставак серијала, како је објавио у наслову књиге. Књига није поновила успех првог романа, јер авантуре већ остарелог Робинзона који се са седамдесет година, враћа на своје острво у пратњи синовца и Петка, није више имала чар борбе за самоодржање и ону животну енергију којом је одисао насловни лик у првом делу серијала. Иако у њој Робинзон доживи пуно више перипетија док се преко Мадагаскара, Кине и Сибира не врати у Енглеску.
Дефо је и поред неуспеха наставка саге о Робинзону, написао и његов трећи део Важна размишљања током живота и необичних доживљаја Робинзона Круза и његова визија анђеоског света (енгл. Serious Reflections During the Life & Surprising Adventures of Robinson Crusoe, With His Vision of the Angelic World), који је објавио у августу 1720. У њој се кроз уста Робинзона бавио углавном моралним и политичким размишљањима о тадашњем свету. Робинзону у тадашњем свету - највише смета паганство, али мисли да хришћанство не треба ширити мачем, али онда пар редова даље каже - када би се европски кнежеви ујединили, лако би помели Турке и Персијанце и искоренили име Мухамеда, најгорег варалице.

### Утицај и рефлексије на Робинзона
Дефоов Робинзон подстакнуо је цели нови жанр сличних романа такозваних робинзонијада, у низу земаља. Под утицајем Робинзоновог успеха настала су и Свифтова Гуливерова путовања из 1726, а и Жил Верн се рефлектовао на Робинзона у свом Тајанственом острву - 1874.
Робинзонијаде постоје и данас у бројним новелама Научне фантастике и сапуницама тог жанра

Славни ирски књижевник Џејмс Џојс рекао је да је Робинзон симбол британског колонијализма: 
Он је прави прототип британског колонисте ...." Сав англосаксонски дух је синтетисан у Крусоу: мушка независност, несвесна окрутност, упорност, спора али ефикасна интелигенција, сексуална равнодушност и срачуната уздржаност.
Чак се и Карл Маркс бавио анализом Робинзона у свом класичном делу Das Kapital, ругајући се раширеној моди цитирања позитивних искустава Робинзоновог вредног и упорног рада у класичној економији тог времена из ипак измишљене приче. Али је и приметио у складу са марксистичким погледом на свет, да Робинзоново искуство преживљавања на пустом острву представља признање веће економске вредности рада над капиталом, јер сам Робинзон закључује да је новац који је пронашао на олупини брода, за њега безвредан, нарочито у поређењу са пронађеним алатом.